# Reischekia exigua sentiens
Reischekia exigua sentiens es una subespecie de arácnido  del orden Pseudoscorpionida de la familia Chernetidae.

## Distribución geográfica
Se encuentra en  Nueva Zelanda.